# Машелон

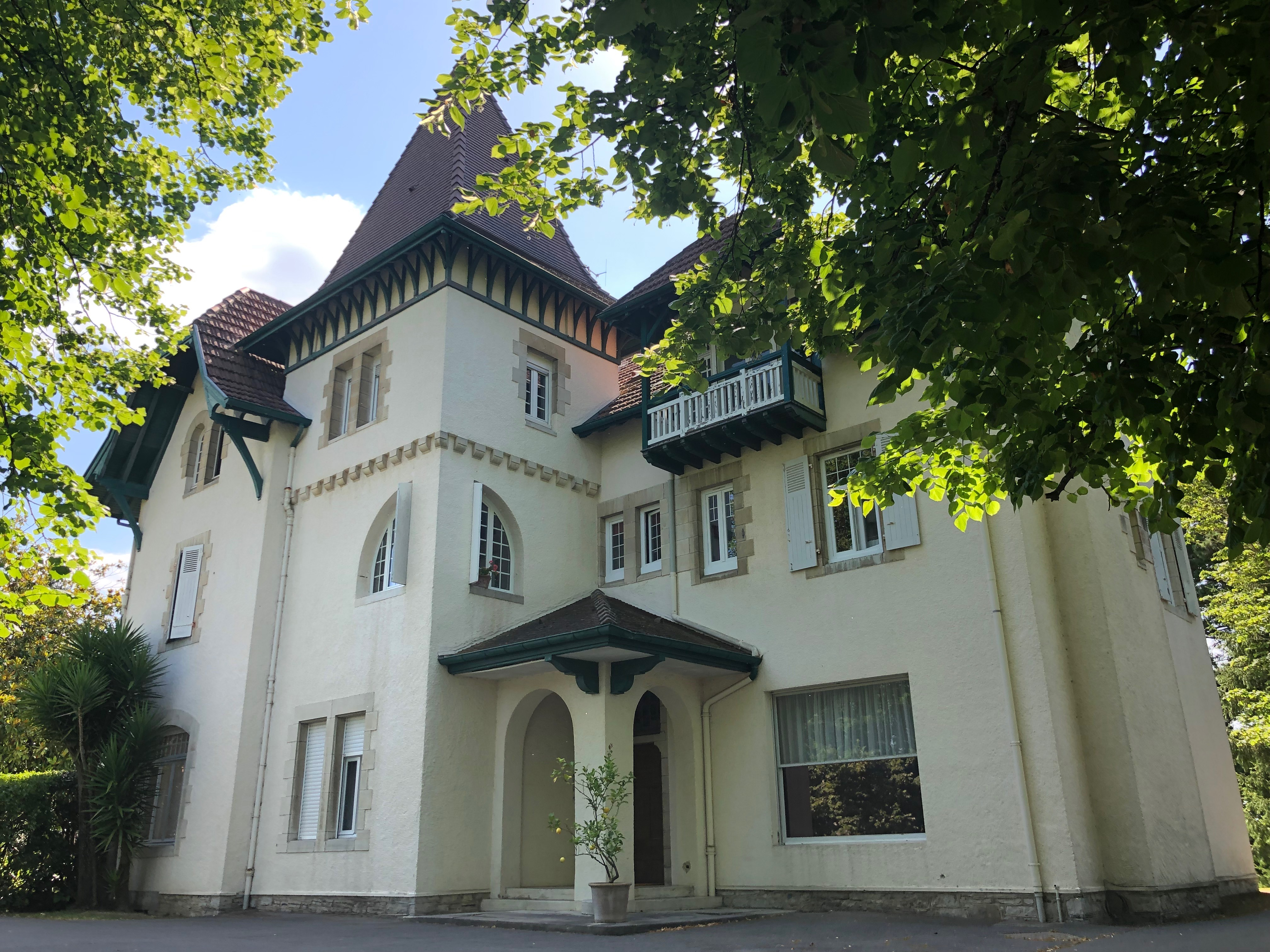

Машелон — вилла в Биаррице, одна из самых старых в городе, постройка датируется XVIII веком.
C 1921 по 1932 год вилла Машелон находилась во владении принца Александра Петровича Ольденбургского и стала его последним домом в эмиграции. 
После Второй Мировой войны вилла была превращена в многоквартирную резиденцию, а прилегающая территория, составлявшая прежде не менее 7 гектар, была разделена на участки и распродана.